# Lady för en dag
Lady för en dag (engelska: Lady for a Day) är en amerikansk dramakomedifilm från 1933 i regi av Frank Capra. I huvudrollerna ses May Robson, Warren William och Guy Kibbee.

## Rollista
- May Robson - Apple Annie
- Warren William - Dave the Dude
- Guy Kibbee - Henry G. Blake
- Glenda Farrell - Missouri Martin
- Ned Sparks - Happy McGuire
- Jean Parker - Louise
- Barry Norton - Carlos
- Walter Connolly - Count Romero
- Nat Pendleton - Shakespeare
- Halliwell Hobbes - Rodney Kent's Butler
- Hobart Bosworth - Governor
- Robert Emmett O'Connor - Inspector